# 愛知県道6号力石名古屋線

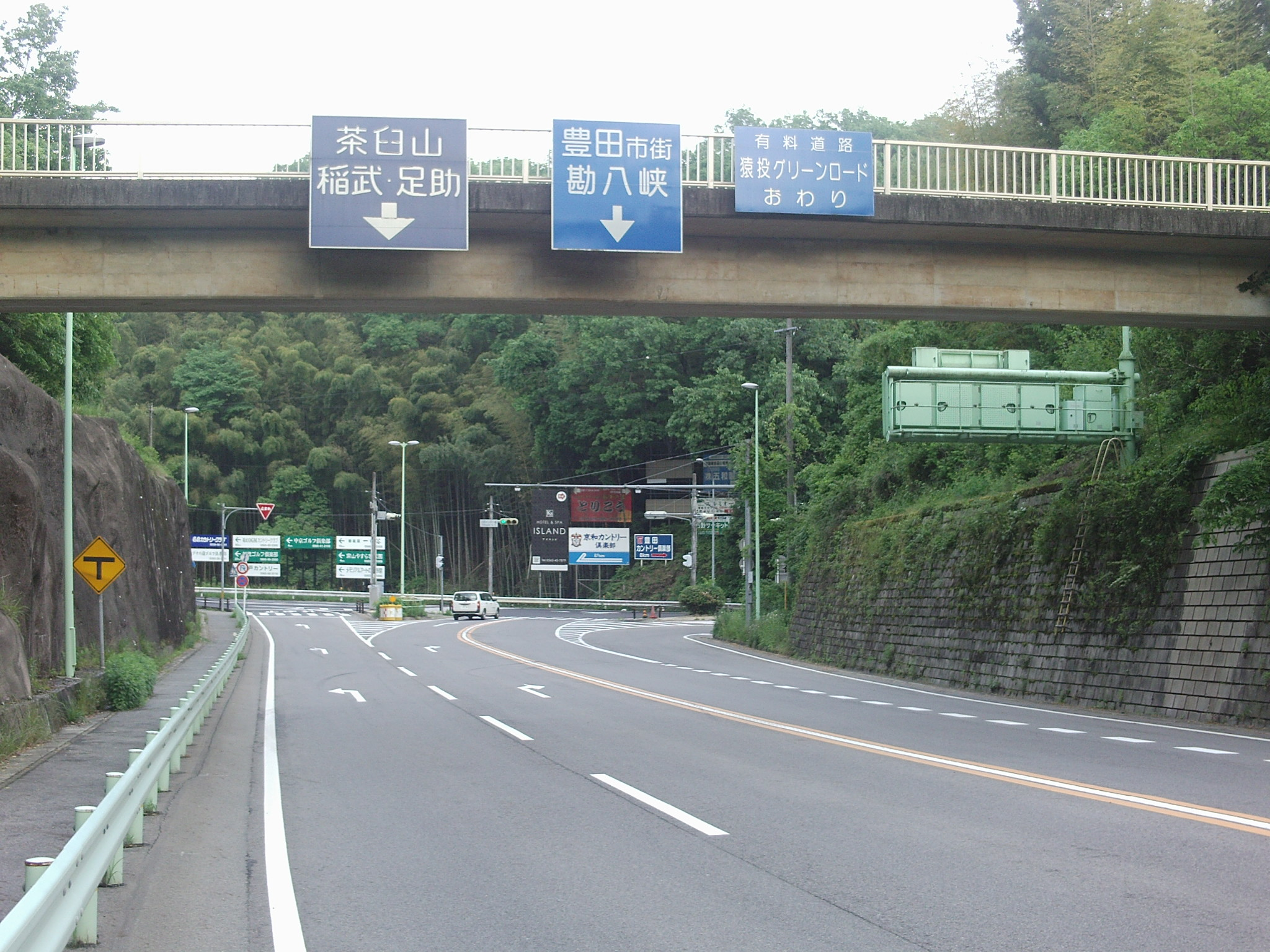
起点。猿投グリーンロードの東端（力石インターチェンジ）でもある（豊田市力石町）。

愛知県道6号力石名古屋線（あいちけんどう6ごう ちからいしなごやせん）は、愛知県豊田市から同県名古屋市名東区に至る主要地方道に指定された県道である。

## 概要

### 路線データ
- 起点：愛知県豊田市力石町（猿投グリーンロード力石IC：国道153号（飯田街道）交点）
- 終点：愛知県名古屋市名東区猪高台（猪高台交差点：国道302号（名古屋環状2号線）交点）
- 支線
  - 長久手市岩作床寒：長久手IC交差点 - 長久手IC北交差点

## 歴史
県道番号6号はもと愛知県道・静岡県道6号新城新居線が指定されていたが、同路線は1993年、国道301号に昇格。
翌1994年に県道206号が6号へ改番された。
- 1967年12月28日 - 愛知県道206号力石名古屋線として認定[1]。
- 1993年5月11日 - 主要地方道力石名古屋線に指定される[2]。
- 1994年4月1日 - 愛知県道6号力石名古屋線となる。

## 路線状況

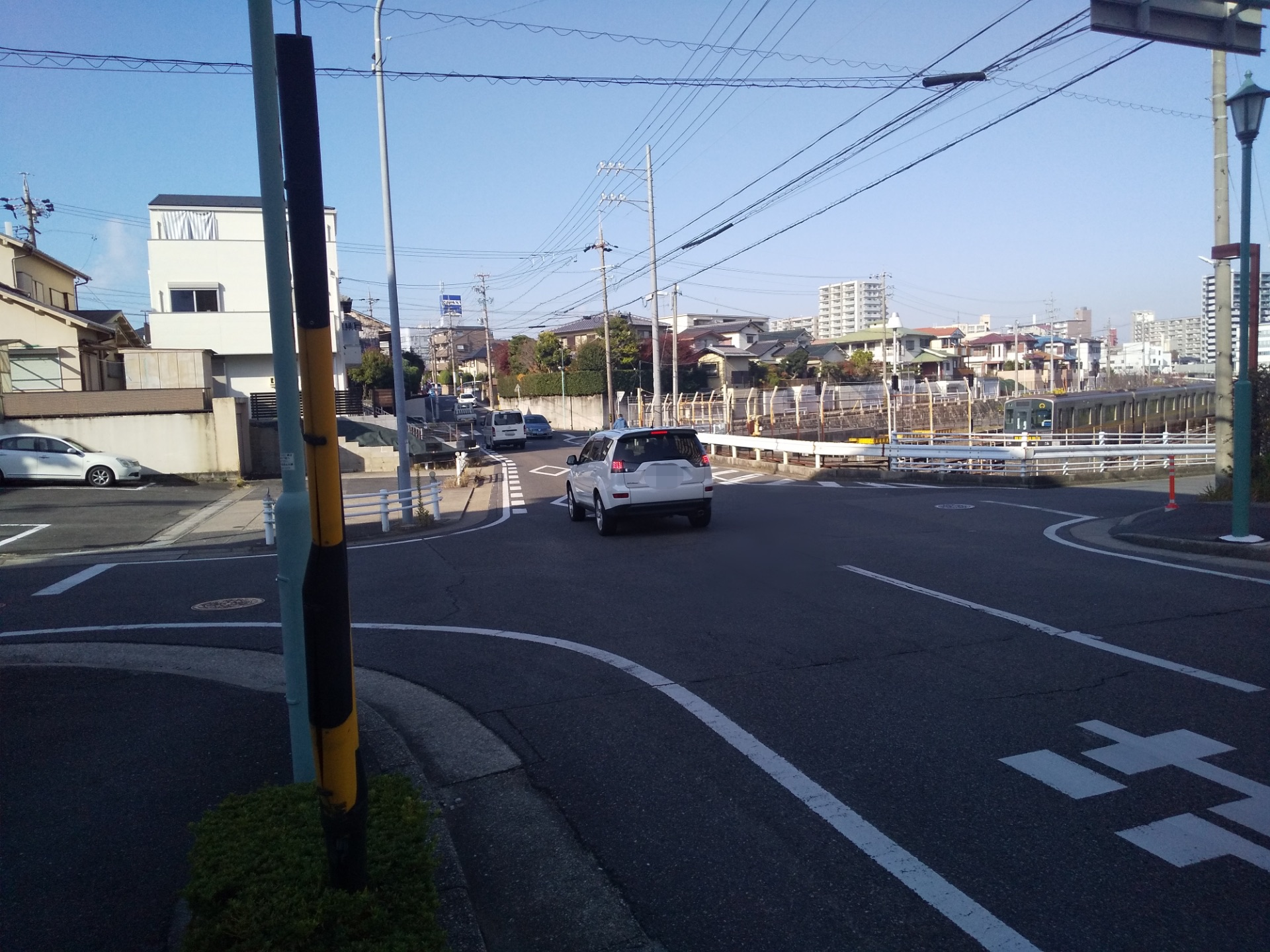
本県道の長久手市と名古屋市名東区の境界より名東区側を見る。長久手市側は「はなみずき通り」と呼ばれる2車線道路であるが、名東区側は幅員が狭くなりセンターラインがない。右側に見えるのは地下鉄東山線の藤が丘車庫と停車中のN1000形。

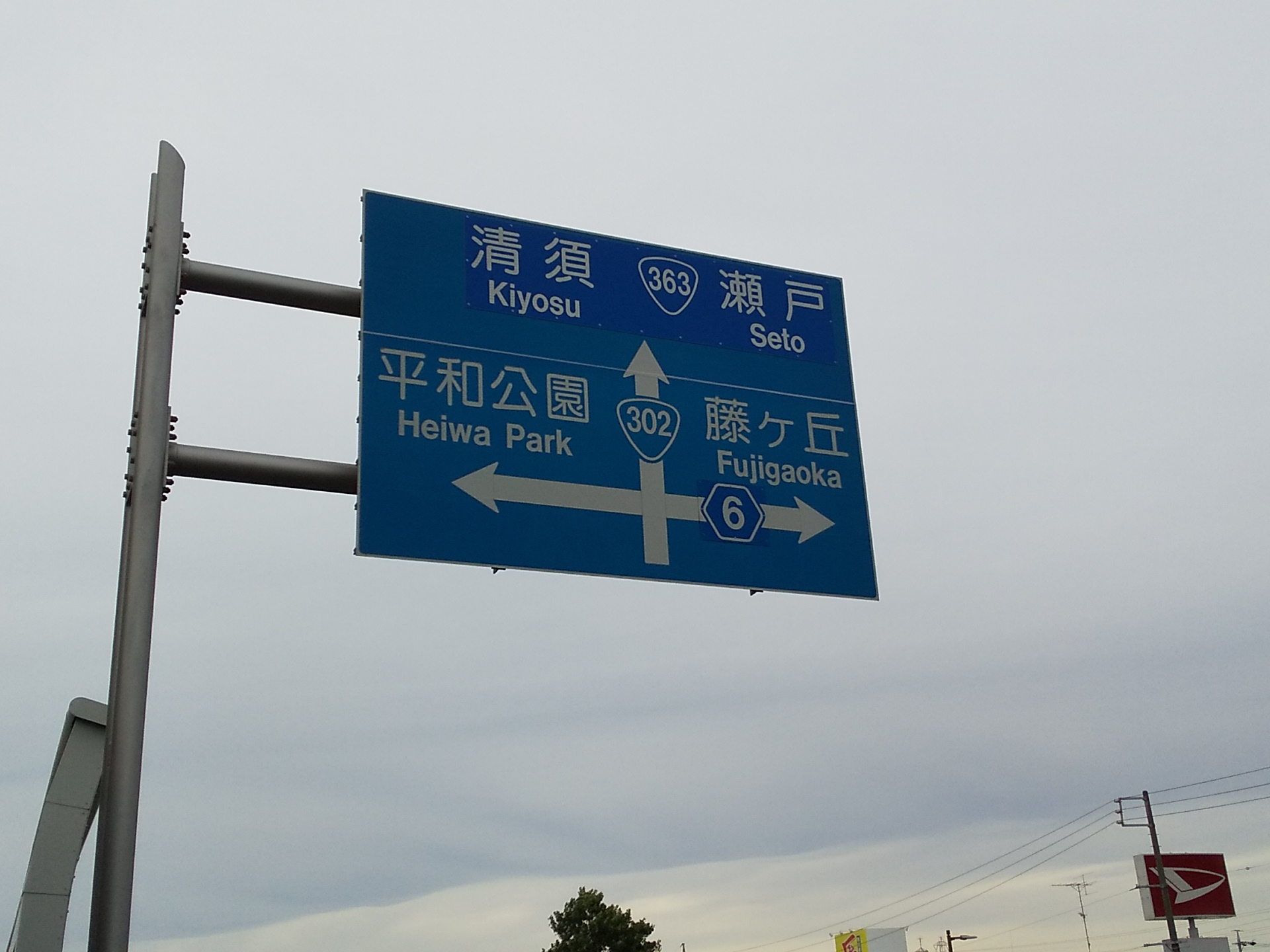
国道302号沿いにある市バス文教台二丁目バス停の北行より撮影した猪高台交差点南側にある案内標識。猪高台交差点より東（藤が丘方面）へ向かう道路は後から本県道に編入されたことが標識を見るとわかる。

豊田市北部と名古屋市中心部を短絡する幹線道路として交通量が多く、しばしば大渋滞する。有料道路猿投グリーンロードも当路線の一部である。
長久手市横道（横道交差点） - 名古屋市名東区猪高台（国道302号猪高台交差点）の間を最大1.2kmほどの間隔を置いて愛知県道60号名古屋長久手線が、長久手市前熊一ノ井（前熊東交差点） - 名古屋市名東区猪高台（猪高台交差点）の間を最大1.3kmほどの間隔を置いて愛知県道215号田籾名古屋線が、それぞれ本県道と並行している。
本県道のうち、藤が丘駅東交差点 - 藤が丘駅南交差点（名東区藤が丘の南端、藤見が丘との境界となっている区間）は、名古屋市に4ヶ所ある路上禁煙地区となっている。
当県道上にある藤が丘駅東交差点のすぐ東側に、名古屋市交通局藤が丘工場の正門があり、藤が丘駅東交差点 - 猪高台交差点の区間は、名古屋市営地下鉄東山線の新車の搬入ならびに譲渡・廃車車両の搬出に使用される。
当県道は長久手市の杁ヶ池交差点を境に、性質が大きく変わる。起点の力石インターチェンジ - 杁ヶ池交差点は、通称「グリーンロード」と呼ばれる区間であり、豊田市北部 - 名古屋市中心部を結ぶ幹線道路としての性質が強いが、杁ヶ池交差点 - 終点の猪高台交差点は、住宅街の中を走る2車線の生活道路としての側面が強い。

### 通称

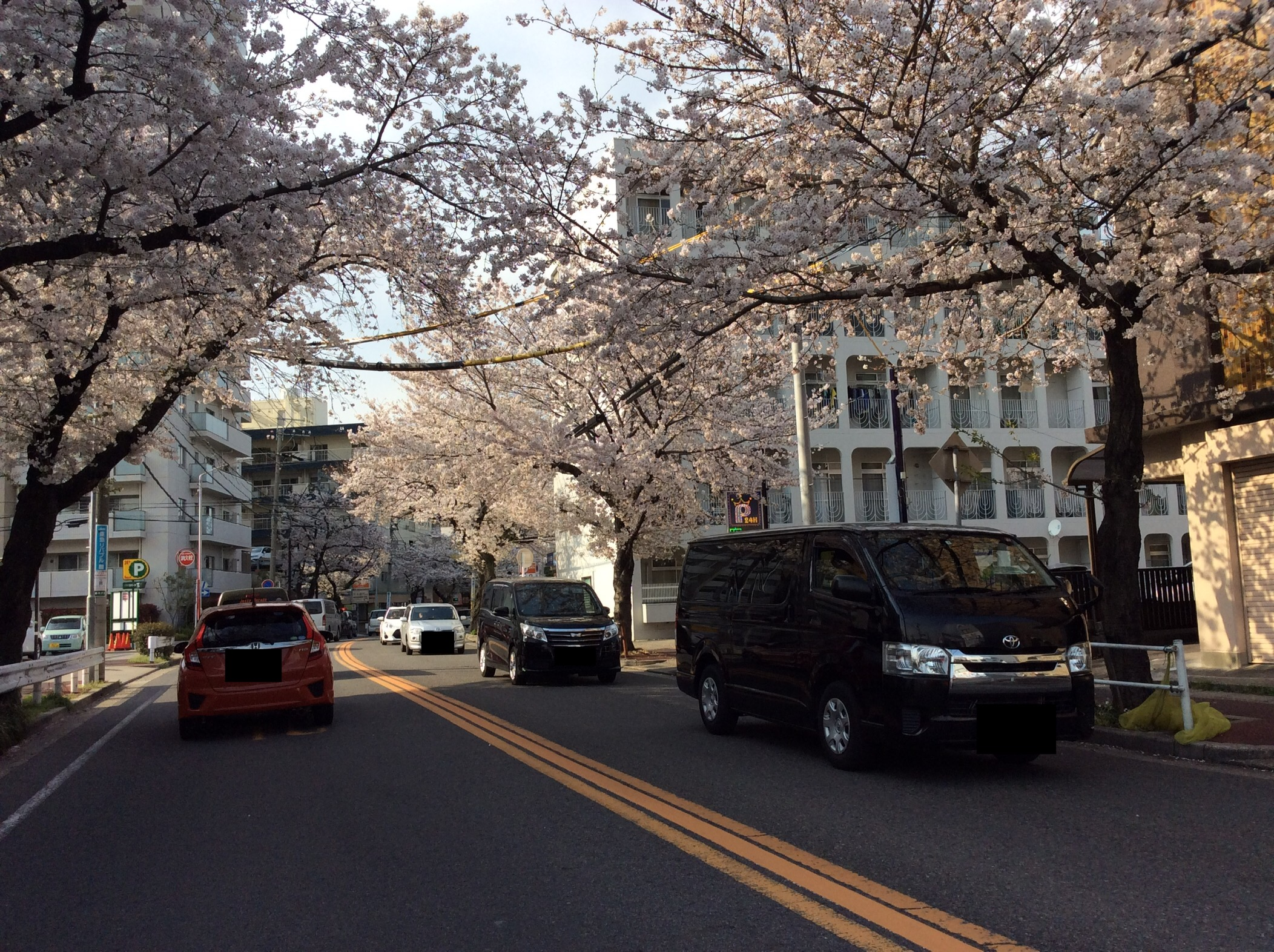
「桜満開の坂道」の本県道区間。名東区の藤が丘駅東交差点 - 照が丘交差点にて。

- 桜満開の坂道（名古屋市名東区）[注釈 9]
- はなみずき通り（長久手市）
- 図書館通り（長久手市）
- グリーンロード[注釈 10]

※ ごく稀に、長久手古戦場駅より西で、名古屋市中心部 - 長久手市内を貫く大通りの総称として名古屋のメインストリートの名称である広小路通と呼ばれることがある。

### 重複区間
- 愛知県道60号名古屋長久手線（長久手市杁ヶ池：杁ヶ池交差点 - 長久手市氏神前：長久手郵便局前交差点）

### 有料道路区間
- 力石インター - 八草インター（猿投グリーンロード）

### 路線バス
本県道の沿線にある長久手車庫より西では、本県道を通るバス路線（名鉄バス・N-バス・名古屋市営バス）が多数設定されているが、長久手車庫より東では、本県道を通るバス路線は存在しない。なお、新城市と名古屋市名東区・長久手市を結ぶ高速バスである山の湊号は、本県道を2回（名東区の藤が丘名鉄BT出口の交差点 - 藤が丘駅東交差点 - 照が丘交差点の一本南の交差点と、長久手市の杁ヶ池交差点 - 古戦場南交差点）通る。

### その他
毎年冬に、長久手市内の当路線沿いの3ヶ所と、当路線に接続する図書館通りが、イルミネーションで彩られる。

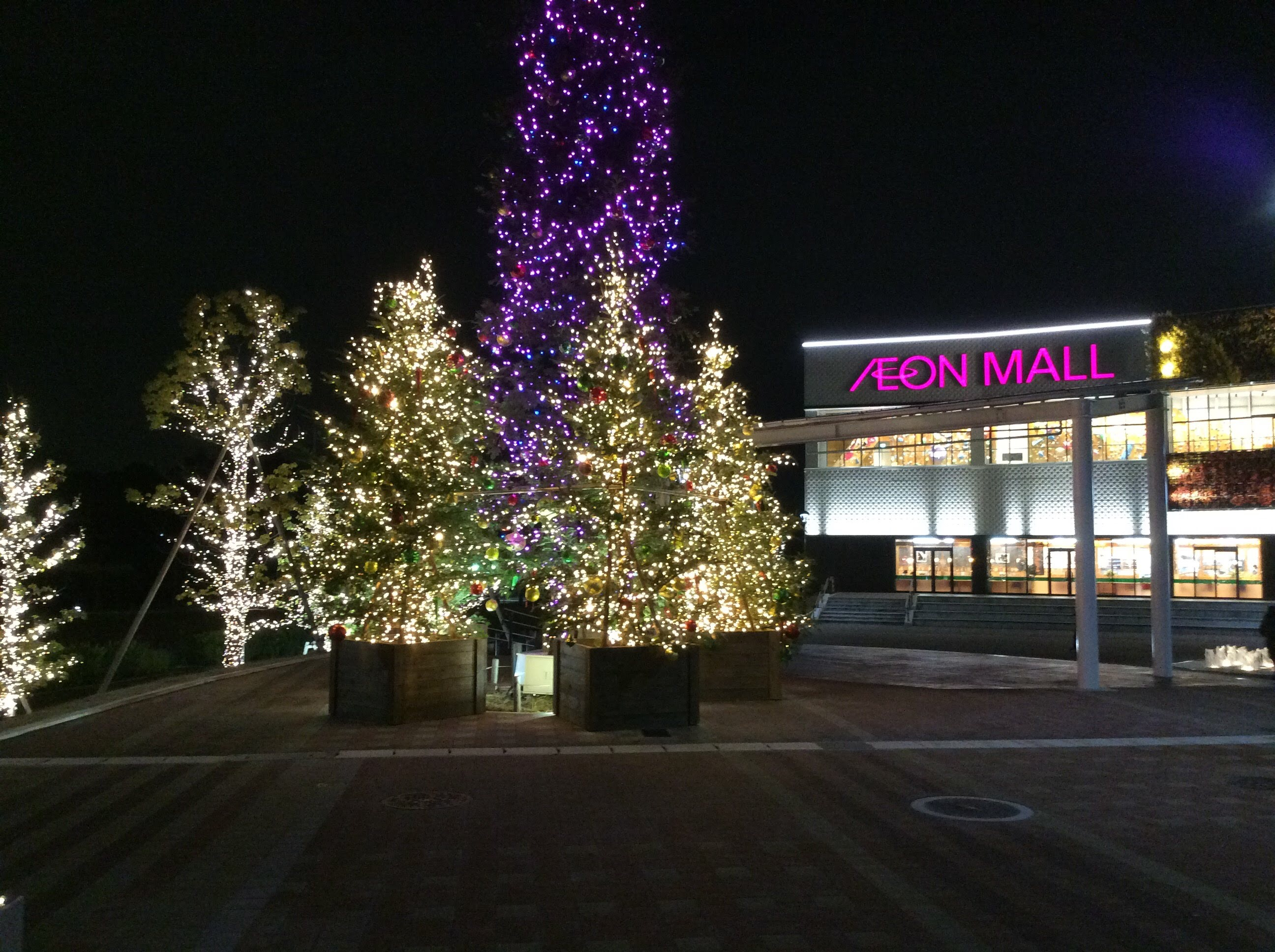
イオンモール長久手前の広場（長久手中央2号公園）のイルミネーション

## 地理

### 通過する自治体
- 愛知県
  - 豊田市 - 瀬戸市 - 長久手市 - 名古屋市（名東区）

### 接続する道路
- 国道153号（豊田市力石町・力石IC）

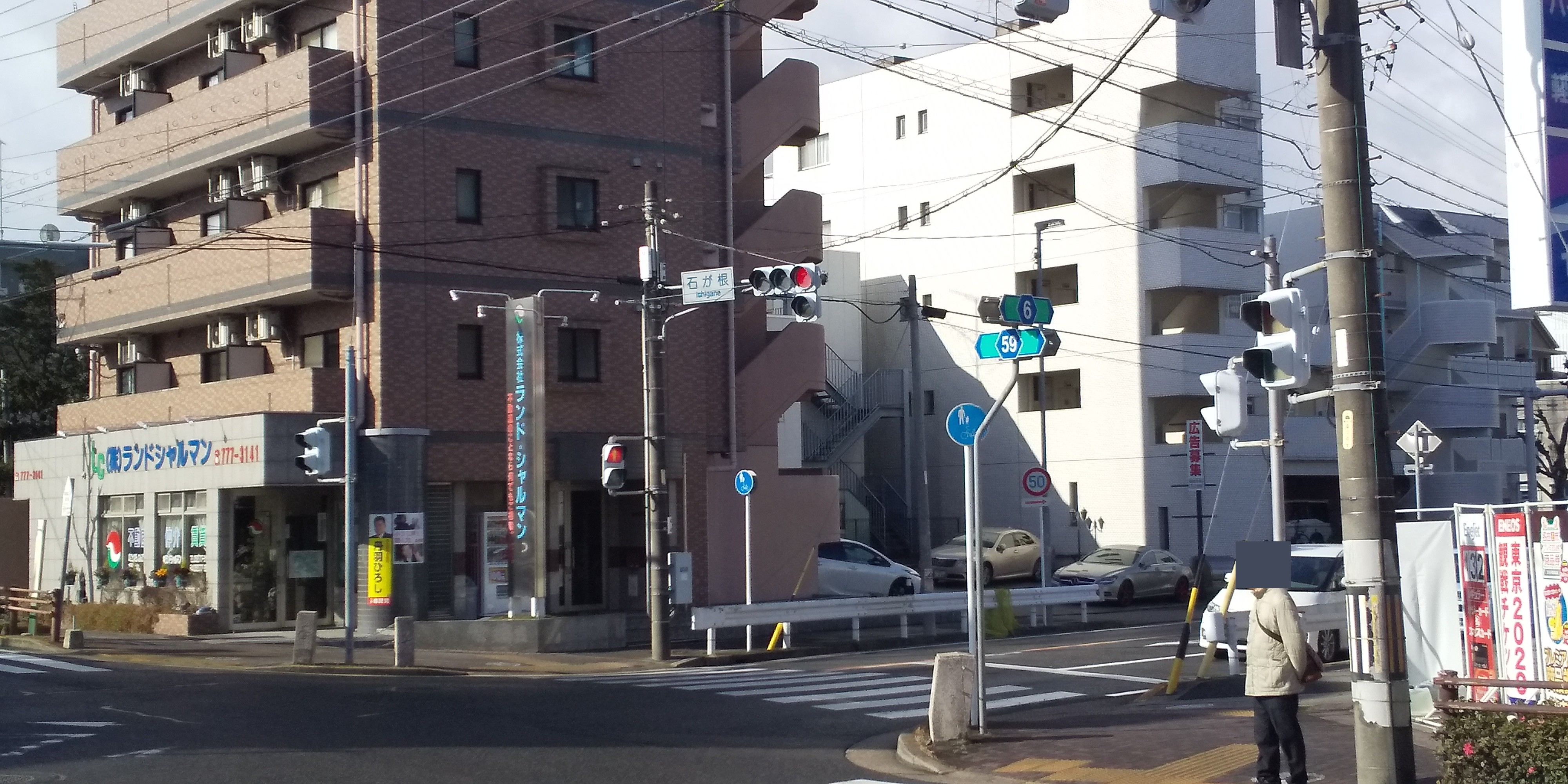
石が根交差点。愛知県道59号名古屋中環状線と交差する。

- 愛知県道11号豊田明智線（豊田市枝下町・枝下IC）
- 国道419号（豊田市西中山町・中山IC）
- 愛知県道13号豊田多治見線（豊田市猿投町・猿投東IC）
- 愛知県道349号深見亀首線（豊田市猿投町・猿投IC）
- 愛知県道523号広久手八草線（豊田市八草町・八草東IC）
- 国道155号・国道248号（豊田市八草町・八草IC（八草駅前））
- 愛知県道209号愛・地球博記念公園瀬戸線（長久手市茨ヶ廻間・愛・地球博記念公園北口&愛・地球博記念公園北口北交差点）
- 愛知県道215号田籾名古屋線（長久手市前熊一ノ井・前熊東交差点）
- 名古屋瀬戸道路（長久手IC）
- 愛知県道233号岩作諸輪線（長久手市岩作床寒・長久手インター北交差点）：県道6号支線区間
- 愛知県道57号瀬戸大府東海線（長久手市横道・横道交差点）
- 愛知県道60号名古屋長久手線（杁ヶ池交差点 - 長久手郵便局前交差点間で重複）
- 愛知県道59号名古屋中環状線（名古屋市名東区石が根町・石が根交差点）
- 国道302号（名古屋市名東区猪高台・猪高台交差点）

※猿投東ICの東で東海環状自動車道と交差するが、直接接続はしていない。また、名古屋市名東区の石が根交差点のすぐ東で東名高速道路の高架をくぐる（名古屋ICすぐ近くの姫若交差点より側道沿いに約1km）。

### 沿線

#### 豊田市
- 旧名鉄三河線 枝下駅跡
- 愛知県緑化センター
- トヨタ紡織藤岡工場
- 愛知工業大学
- 愛知環状鉄道・愛知環状鉄道線 八草駅
- 愛知高速交通東部丘陵線（リニモ）
  - 八草駅 - 藤が丘駅 （全線が当県道に沿っている）
- 知の拠点あいち[注釈 16]

#### 長久手市
- 愛・地球博記念公園（モリコロパーク）
- 愛知県立大学
- 神明社古墳群
- IKEA長久手
- ベイシア長久手店
- ヤマト運輸愛知主管支店
- CBCハウジング 長久手住まいの公園
- 栄徳高等学校
- 愛知県立芸術大学
- 長久手市民野球場[注釈 17]
- トヨタ博物館
- 名鉄バス名古屋営業所

| - 豊田中央研究所 - 東京インテリア家具長久手店 - イオンモール長久手 - 長久手古戦場 - 武蔵塚 - 長久手市立南小学校 - アオキスーパー長久手店 - アピタ長久手店（グランパルク） - 名都美術館 - 杁ヶ池公園 - 長久手郵便局 - 長久手市中央図書館 - 長久手市文化の家 - 長久手市立西小学校 |

#### 名古屋市名東区
- 名古屋市交通局藤が丘工場[注釈 18]
- 名古屋市営地下鉄東山線 藤が丘駅[注釈 19]
  - 藤が丘駅周辺の施設は「藤が丘駅 (愛知県)#周辺」を参照
- 名古屋市立藤森中学校
- 明徳緑地
  - 明徳池
- 名古屋市立猪高中学校
  - 名古屋市立猪高幼稚園
- 名東警察署
- 名古屋市名東図書館[注釈 20]